# Toxopsiella orientalis
Toxopsiella orientalis là một loài nhện trong họ Deinopidae. T. orientalis được miêu tả năm 1964 bởi Raymond Robert Forster.